# Коронация королей Священной Римской империи, королей Германии и императоров Священной Римской империи

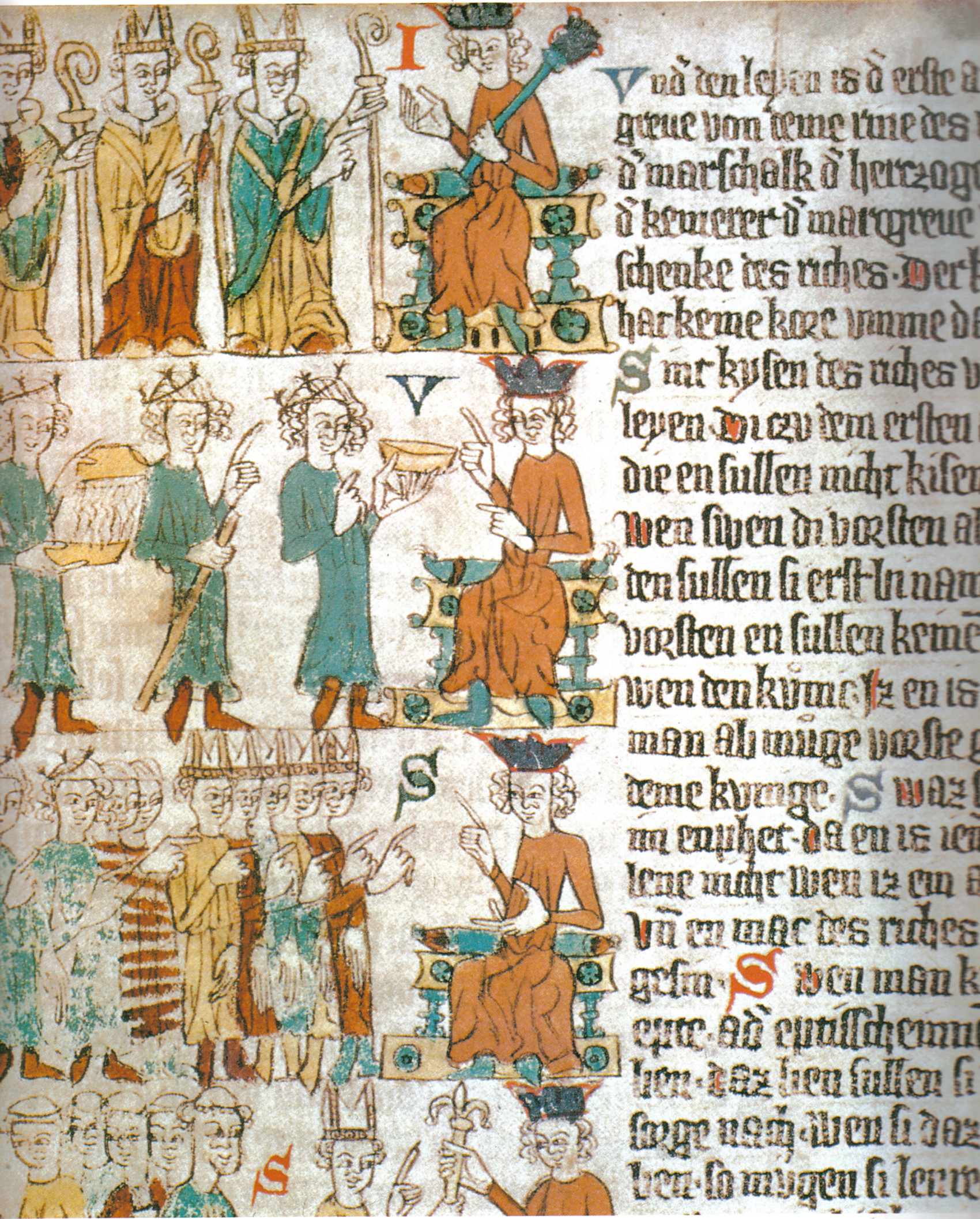
Избрание короля: вверху — 3 духовных курфюрста указывают на избранного; в середине — пфальцграф Рейнский, как имперский стольник подносит золотую чашу королю, за ним стоят герцог Саксонии с маршальским жезлом и маркграф Бранденбургский в роли имперского камергера; внизу — новоизбранный император перед магнатами империи.

Коронация королей Германии и Священной Римской империи, а также императоров Священной Римской империи, представляла собой череду изданий многочисленных светских и церковных документов, церемоний и таинств, необходимых для восхождения на трон Священной Римской империи.
Ритуал, который сложился в результате долгих трансформаций, был отмечен характером Священной Римской империи германской нации как выборной монархии. В нём соединились традиции античного Рима и Франкского государства эпохи Каролингов, где, с одной стороны, источником власти короля были германские племена, с другой — епископские кафедры.
Начиная с позднего средневековья этот ритуал проводили в соответствии с предписаниями Золотой Буллы, основного законодательного акта Священной Римской империи Германской нации, изданного в 1356 году в правление императора Карла IV Люксембургского. Вплоть до коронации Франца II в 1792 году он оставался практически неизменным.

## Коронация в средние века

### Истоки церемонии
Ритуал коронации складывался на протяжении череды столетий на основе германско-франкской традиции поднятия короля на щит как знака избранности народом. Хотя, по свидетельству Исидора Севильского, головы вестготских и ломбардских монархов VII века венчали золотые короны, остается спорным, играли они роль при вступлении на трон или нет.
Источники времен Пипина Младшего, который как мажордом получил власть над империей Франков от Римского папы, также не очень информативны в отношении собственно ритуала коронации. Читаем у Эйнхарда: 

Он обрел это высокое достоинство через помазание рукой архиепископа и мученика Бонифация, […], и по обычаю франков возведен на королевский трон в Суассоне.
 Впервые зафиксированное в источнике помазание правителя Франкского государства в дальнейшем осталось центральным актом коронации и привнесло в этот ритуал компонент сакральности. Посредством этого таинства к новой династии, Каролингам, должно было перейти так называемое королевское благополучие (Königsheil), которое ещё с времен, которые не оставили письменных источников, легитимизировало власть Меровингов. Понятие королевского благополучия включало в себя представления о том, что жизнь правителя непосредственно влияла на благополучие народа и военную удачу, хорошую погоду, плодородие и на исправное пополнение общины потомством. Потеря этой возможности приводила к отстранению от власти или даже убийству, как это следует из фрагмента сочинения Аммиана Марцеллина (Res gestae XXVIII 5, 14) о судьбе бургундского правителя в 380/390 годах. Неслучайно Эйнхард намеренно преувеличивал бедность и немощность Меровингских правителей.
Напротив, речь о собственно коронации не идет ни у Эйнхарда, ни в иных современных ему источниках. Возможно, она проводилась как дополнительный обряд. В отличие от коронации, центральное место церемониала занимало поднятие на щите. Такое положение дел сохранялось и при сыновьях Пипина, Карле Великом и Карломанне, которые взошли на трон в Нуайоне и Суассоне в 754 году.
Однако уже в 781 году Карл Великий совместно со своими сыновьями, Людовиком I Благочестивым и Пипином Горбатым, принял от папы Адриана II «королевскую диадему».
Ключевым элементом церемонии коронация стала в 800 году, когда на Карла Великого была возложена корона папой Львом III. Эйнхард повествует о событии так:
Когда король в самый день святого Рождества поднялся после молитвы к мессе перед могилой святого Апостола Петра, папа Лев возложил ему на голову корону […] и с этого момента, по оставлении титула патриция, провозгласил его императором и августом.
Спустя тринадцать лет сын Карла Людовик короновал себя сам как преемник своего отца. Эта самокоронация произошла по непосредственному указанию Карла Великого. Церковь и трон, сидя на котором последний принял участие в церемонии, в дальнейшем приобрели выдающееся значение для средневековой коронации римско-немецких королей.
Распорядок церковной части королевской коронации (Krönungsordo) содержит как минимум косвенные свидетельства о том, как проходила процедура возведения короля на трон.
Насколько в те времена были возможны привычные для эпохи высокого средневековья коронация и помазание супруги короля, источники выдают изредка и довольно скупо. Известно, что Лотарь II в 862 году возвел на престол и повелел возложить королевскую корону на свою жену Вальдраду. Самый ранний из сохранившихся текстов о коронации королевы датируется 866 годом и представляет собой формулу коронации королевы западных франков Ирминтруды, супруги Карла Лысого.

### Дальнейшее развитие церемонии коронации в ранней римско-немецкой империи

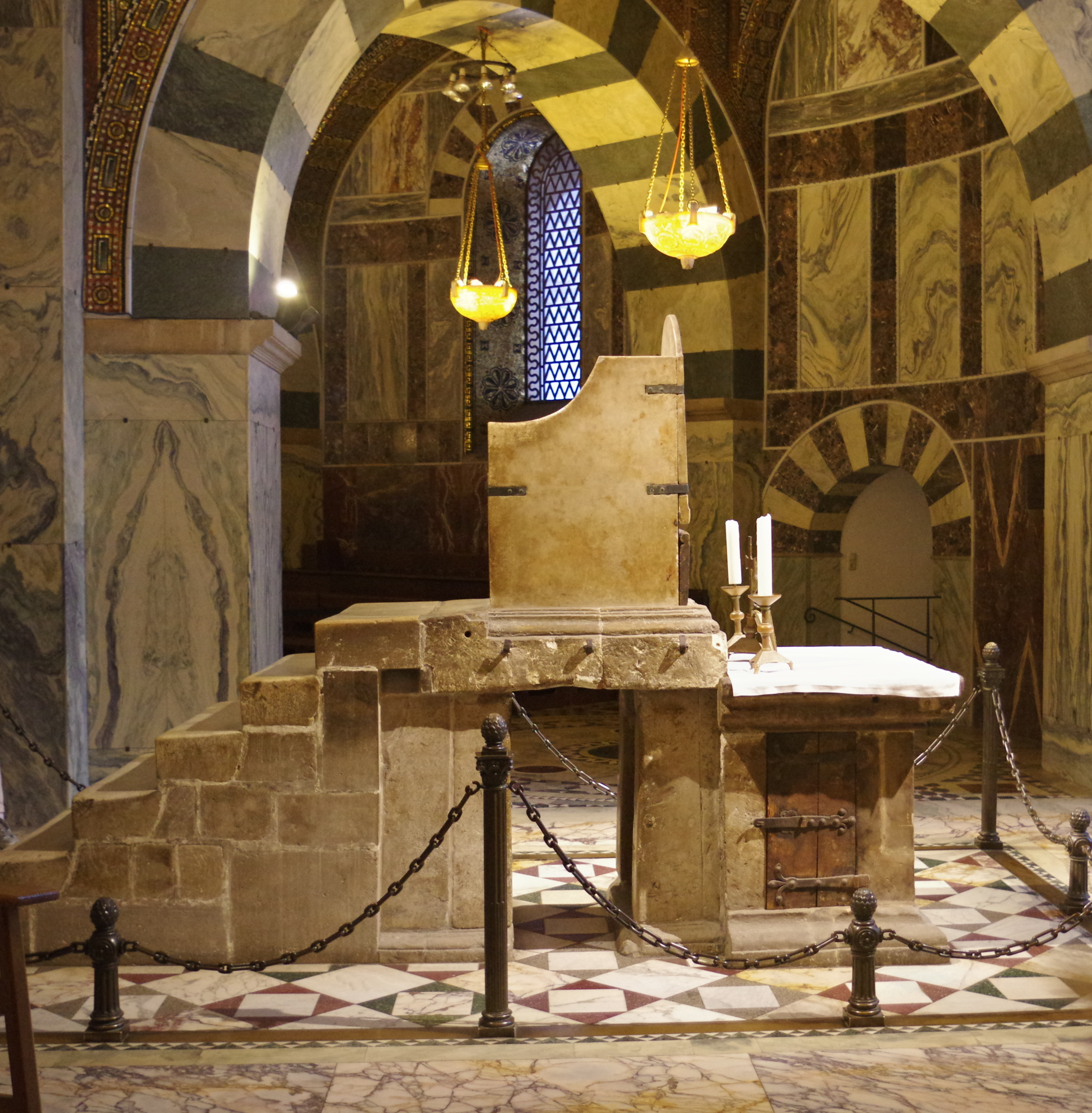
Трон Карла Великого в Ахенском соборе.

Какое значение приобрёл город Ахен как место коронации для возведения королей на трон в последующие столетия, становится заметно уже после смерти короля восточных франков Генриха I. Хотя он был первым правителем из Саксонии, выборное собрание состоялось в 936 году в городе Карла Великого. На нём Оттон I, сын почившего короля, был избран новым королём империи и в заключение коронован. За исключением четырёх коронаций, которые состоялись в Майнце, Кёльне и Бонне, до 1531 все интронизации римско-немецких королей проходили в Ахене.
Начиная с восшествия на престол Оттона началось и постепенное формирование символических актов, которые легитимизировали власть монарха вплоть до коронации последнего императора в 1792 году. Всё больше усиливалась связь чисто светского акта вступления на престол с корнями, уходящими во франко-германскую традицию, с помазанием и литургией мессы, создавая такое представление о верховной власти, которое делало зримым сакральный характер королевского сана. Речь шла и о том, чтобы подчеркнуть божественную отмеченность власти над подданными, а также милость божью, которой король обретает престол. Имперская корона, в которую часто вкладывалась реликвия, была знаком божественного предопределения и представительства именем Христа на земле. Ритуал коронации делал короля новым человеком.
Первое описание возможного хода событий во время средневековой коронации есть у историка Видукинда Корвейского. Он сохранил для потомков историю коронации Оттона I в Ахене. Но, поскольку Видукинд не был свидетелем этого события, исследователи оспаривают тот факт, что описание из его «Деяний саксов» действительно соответствует коронации Оттона I. Предполагают, что у Видукинда представлена стилизация коронационной церемонии как таковой, или же, что кажется более достоверным, в «Деяниях саксов» описывается коронация Оттона II (961—983), на которой историк действительно присутствовал, и, очевидно, спроецировал увиденное на отца этого монарха.
О церемонии словами автора «Деяний саксов»:
После того как умер Генрих - отец отечества, величайший и наилучший из королей, весь народ франков и саксов избрал своим государем его сына Оттона, назначенного уже некогда отцом в короли; когда же намечалось место [для проведения] общих выборов [короля], то было решено произвести их во дворце Ахена. Место это расположено невдалеке от [города] Юлии, названного так по имени своего основателя Юлия Цезаря. И когда он [Оттон] туда прибыл, герцоги, начальники областей с остальными отрядами вассалов собрались в колоннаде, которая соединена с базиликой Карла Великого, они посадили нового герцога на сооруженный там трон, протянули к нему руки и торжественно обещали  ему свою верность и помощь против всех врагов и [так] по своему обычаю сделали его королем. В то время как герцоги и остальные должностные лица все это совершали, архиепископ со всем духовенством и всем простым народом ожидал выхода нового короля в базилике. Когда тот вышел, архиепископ выступил ему навстречу, левой рукой коснулся правой руки короля и, неся в правой руке посох, перевитый лентой, облаченный в стеллу и соответствующую одежду, вышел на середину храма и остановился. [Отсюда] он обратился к народу, который стоял вокруг, ибо галерея внизу и наверху в этой базилике была устроена в виде круга так, что весь народ мог его видеть. "Вот, - сказал он, - я привожу вам Оттона, которого бог избрал, государь Генрих некогда назначил, а теперь все князья произвели в короли; если вам это избрание по душе, то покажите это, подняв правую руку к небу". [В ответ] на эти слова весь народ поднял правые руки кверху и громким голосом пожелал новому герцогу благополучия. Затем вместе с королем, одетым по обычаю франков в плотную тунику, архиепископ двинулся к алтарю, на котором лежали королевские инсигнии, меч с поясом, плащ с застежками и жезл со скипетром и короной. В это время архиепископом был некий Гильдеберт, по происхождению франк, по роду занятий - монах, получивший воспитание и образование в Фульдском монастыре, своими заслугами добившийся того, что стал настоятелем этого монастыря, а затем был возведен в сан архиепископа Майнцской кафедры. ... [Итак], он подошел к алтарю, взял здесь меч с поясом, повернулся к королю и сказал: "Прими этот меч  и сокруши им всех противников Христа, варваров и плохих христиан, волей божьей тебе передана власть над всей державой франков для сохранения прочнейшего мира среди всех христиан". Затем, взяв запястья и плащ, он надел их на [короля] и сказал: "Пусть эта одежда с ниспадающими складками напоминает тебе о том, какое усердие в вере должно тебя воспламенять, [и о том], что в сохранении мира ты должен оставаться непреклонным до конца". Затем, взяв скипетр и жезл, он сказал: "Пусть эти знаки служат тебе напоминанием о том, что ты должен с отцовской строгостью наказывать подданных и протягивать руку милосердия прежде всего слугам божьим, вдовам и сиротам, и пусть в душе твоей никогда не иссякнет елей сострадания, и пусть и сейчас и в будущем тебя венчает вечное вознаграждение". И без промедления архиепископы Гильдеберт и Винфрид помазали [короля] святым елеем и увенчали золотой короной. Те же архиепископы подвели его к трону и поднялись к нему по ступенькам, идущим спиралью: трон был сооружен между двумя колоннами удивительной красоты: отсюда [король] мог видеть всех и был виден всеми.

2. После того как была произнесена хвала богу и торжественно соблюдены таинства, король спустился в залу, подошел к мраморному столу, убранному с королевской пышностью, и сел [за стол] с архиепископом и со всем народом, прислуживали же им герцоги. Эберхард руководил пиршеством, франк Герман возглавлял кравчих, Зигфрид же, самый выдающийся из саксов и второй человек после короля, свояк [покойного] короля, теперь также связанный родством [с новым королем], имел попечение в это время над Саксонией, чтобы не произошло какого-либо вражеского вторжения, а также держал при себе и воспитывал младшего Генриха. А король после того, как пожаловал каждого из князей соответствующим [их] достоинству подарком, как подобало королевской щедрости, преисполненный радости отпустил толпу.
Ахенский хронист Петер фон Беек, автор первой печатной хроники Ахена Aquisgranum 1620 года (на латинском языке), рассказал о празднествах, которые сопровождали коронацию:
Затем король восходит на трон Карла Великого в Хохмюнстере (он же Мариенкирхе, церковь Св. Марии, в наши дни – Ахенский собор) с молитвой и затем принимает поздравления. Запевают Te Deum («Тебя, Бога, хвалим») и консекратор (дословно «освятитель», епископ, возводящий священника в епископский сан, здесь – отвечающий за литургическую часть коронации) возвращается со своим сопровождением обратно к алтарю. В это же время короля принимают в коллегии духовных лиц Ахена (Marienstift) и там он приносит клятву верности и подчинения на старом Евангелии Лотаря перед лицом (реликвии,) крови святого мученика Стефана. Затем он принимает рыцарское посвящение меч Каролингов и спускается в Ахенский Мюнстер (другое название Ахенского собора), где будет продолжена праздничная служба.

### Высокое и позднее средневековье

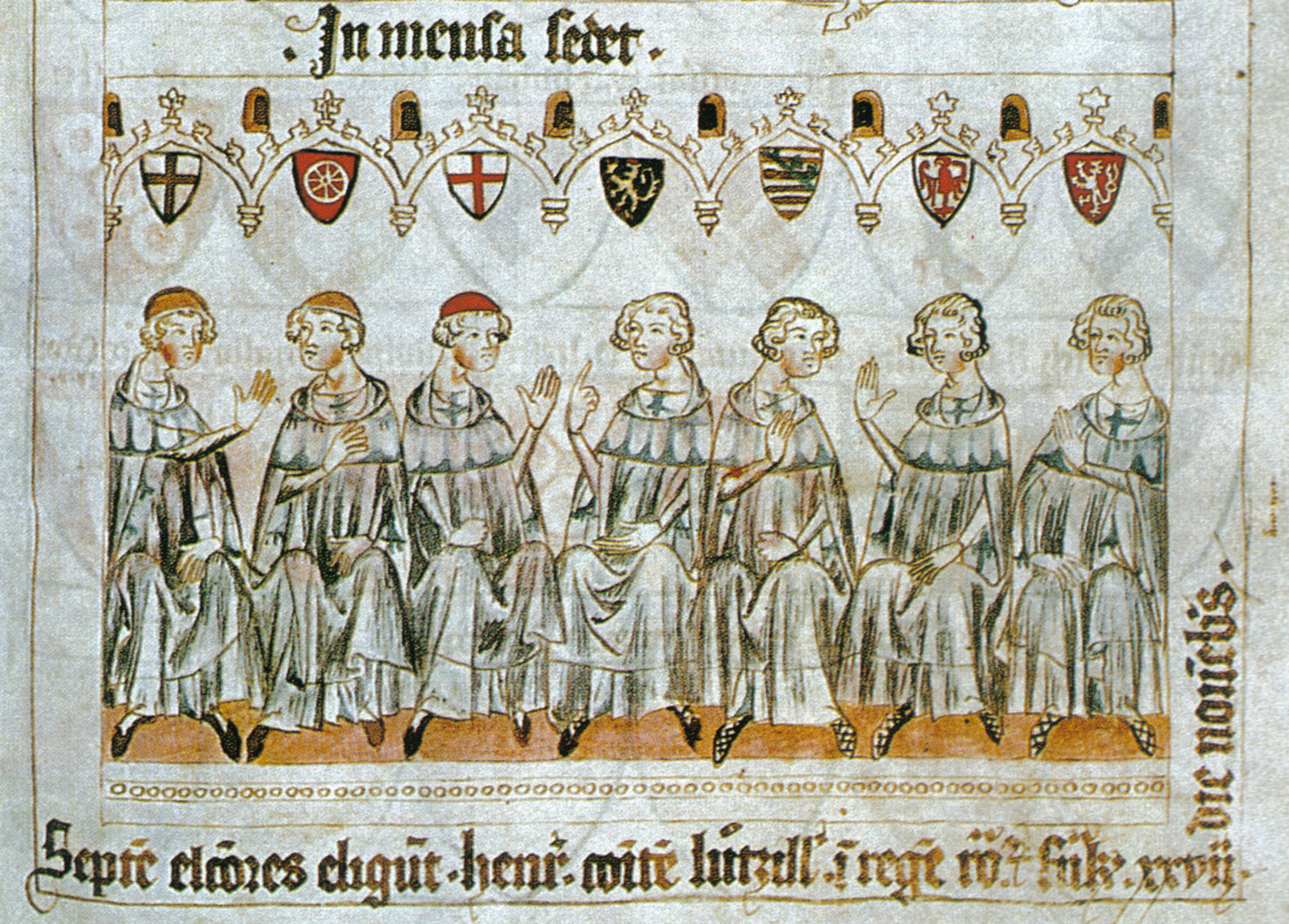
Codex Balduineus содержит первое изображение собрания курфюрстов.

Акт непосредственной коронации представляется даже к началу высокого средневековья ещё неокончательно устоявшимся в качестве постоянной части церемонии. Так историограф и поэт Випо Бургундский повествует о том, что уже через день после своего избрания Конрад II. был помазан епископом Майнца в большой спешке. Речи о коронации в любом случае не шло, не говоря о возложении инсигнии, известной в наши дни как имперская корона. Когда и при каких обстоятельствах эта корона обзавелась венчающей её высокой дугой с жемчужным шитьём с именем Конрада II, остается неизвестным.
Из тех источников, что содержат информацию о различных коронациях с X по XIV вв., становится очевидно, что выборы короля довольно редко проходили в том же месте, что и коронация. Чаще это было нейтральное место, где могли собраться значительные персоны империи, и, в то же время, достаточно удаленное от лагерей зачастую демонстрирующей враждебный настрой имперской знати. Это служило причиной ещё и тому, что собрания часто проводились под открытым небом. Такой порядок их проведения также позволял меньшим по силе и численности группы выборщиков присоединиться к предваряющим выборы обсуждениям без «потери лица». Избрание Конрада II прошло в долине Рейна недалеко от Камбы, месте напротив Оппенхайма, и в этой же долине между Вормсом и Майнцем. Съезд для избрания Лотаря III состоялся на Рейне возле Майнца, а избрание Карла IV в 1346 году — на «Королевском троне» возле Ренса. Это окруженное садом орехов лещины октагональное двухэтажное сооружение из камня, которое изображает увеличенный трон. Ренс упоминается в источниках, как «старинное место съездов». Особенно знаменит первый съезд курфюрстов 16 июля 1338 г. (Kurverein von Rhense), где было принято решение, весьма важное в истории германского государственного права. Раздраженные притязаниями папы Бенедикта VII, курфюрсты договорились о том, что будут защищать свободу, честь, права и обычаи государства и княжескую честь избирателей монарха. Это соглашение было сформулировано более точно в том же году во Франкфурте. Оно гласило, что императорский сан происходит непосредственно от Бога (immediate a Deo) и что избранный всеми курфюрстами или их большинством немедленно и исключительно в силу этого выбора становится королём и императором, не нуждаясь в признании и утверждении апостольского престола. Современные источники описывают разбитый по обе стороны Рейна палаточный лагерь князей, которые собрались по поводу избрания Лотаря.
Эти выборы не были голосованием, который проводил ограниченный круг лиц, в сегодняшнем смысле. Курфюрсты приносили клятву верности устраивающему всех кандидату в монархи по предварительному соглашению. Как правило, чем выше было число именитых участников процесса, тем серьёзнее была сила легитимности таких выборов. Они должны были сделать «глас Божий» зримым. Поскольку он не допускает двусмысленности, курфюрсты тоже должны были высказаться единодушно. Несогласные с кандидатурой монарха выборщики не приезжали вовсе или удалялись непосредственно перед процедурой. Эти князья могли присягнуть новому королю позднее. Добиться такой лояльности удавалось путём предоставления им верховной властью уступок и привилегий. Другим вариантом действий недовольных были выборы собственного кандидата своим кругом в полном согласии. Конфликт интересов разрешался либо военным путём, либо покаянием избранного, «глас Божий» в пользу которого прозвучал слабее.
Начиная с 1147 года большая часть королевских выборов происходит во Франкфурте-на-Майне. На протяжении XIII столетия процедура, проходящая именно в этом месте, становится явлением обычного права, которое, к примеру, отражено в Швабском зерцале 1275 года: «Alse man den kiunig kiesen wil, daz sol man tuon ze Frankenfurt.
Coronatio Aquisgranensis („Ахенская коронация“), коронационный распорядок XIV века, который относится к коронации Генриха VII в Ахене, отражает ход событий во время коронации того времени. В отличие от коронации Оттона I, единственным легитимным вершителем этого акта выступает архиепископ Кёльнский. Его сопровождают архиепископы Трира и Майнца. В остальном процедура выглядит узнаваемой среди множества других, но в целом остается неизменной. Как обычно, король проходит символическое испытание его веры и помазание, приносит клятву верности церкви, затем обретая инсигнии и корону. В заключение королева Маргарет, чья коронация также определённо упоминается в источнике, проходит ту же процедуру.

### Места коронации королей на территории Германии
До 1531 года коронация большинства римско-германских монархов проходила в Ахене. В общей сложности насчитывается 31 такая церемония. Так короновался Оттон I, с правления которого историческое исследование начинает историю Священной Римской империи германской нации. Там же прошли обряд коронации и помазания его преемники Оттон II и Оттон III. Генрих II и Конрад II взошли на престол в Майнце, Генрих III и Генрих IV — снова в Ахене. Антикороль Рудольф Швабский был помазан на царствование в Майнце, а антикороль Герман фон Зальм — в Госларе. Оба сына Генриха IV, Конрад III и Генрих V, были помазаны в Ахене. В этом же городе прошла коронация Лотаря III, Конрада III и Фридриха I Барбароссы. Ещё при жизни его отца Генрих VI был коронован в Ахене.
После спорных двойных выборов 1198 года Оттон IV получил королевское помазание в Ахене, а его антагонист Филипп Швабский — в Майнце. Словами миннезингера Вальтера фон дер Фогельвейде, Иннокентий III, в том же году занявший папский престол, двух алеманнов… венчал одновременно …короной, чтобы помочь немецким землям разоряться, казне же папской быстро наполняться». После того, как Филипп смог, не без помощи французского монарха, выдвинуть против Оттона вооруженные силы, он был повторно коронован в 1205 году, уже в Ахене, законным коронатором.
Гослар, место коронации Германа фон Зальм, также можно рассматривать лишь как исключение из правил. Исходя из того, что и Гослар, и Майнц в какой-то момент были выбраны для высокой миссии из соображений удобства, становится ясно, что Ахен со времен правления Карла Великого был официальным и самым важным местом коронации, сохраняя этот статус до конца средневековья. Здесь произошло помазание Рудольфа I Габсбурга, Адольфа Нассауского, Альбрехта I, Генриха VII, Людовика IV Баварского, Венцеля, Сигизмунда, Фридриха III, Максимилиана I и Карла V. В иных городах состоялось помазание только трёх королей, Фридриха Красивого и Карла IV в Бонне и Рупрехта в Кёльне, исключительно по той причине, что Ахен не находился в их власти. Насколько была важна коронация в правильном месте для легитимизации верховной власти, показывает тот факт, что и Карл IV, и Рупрехт повторно короновались именно там.

### Королевские коронации в Риме

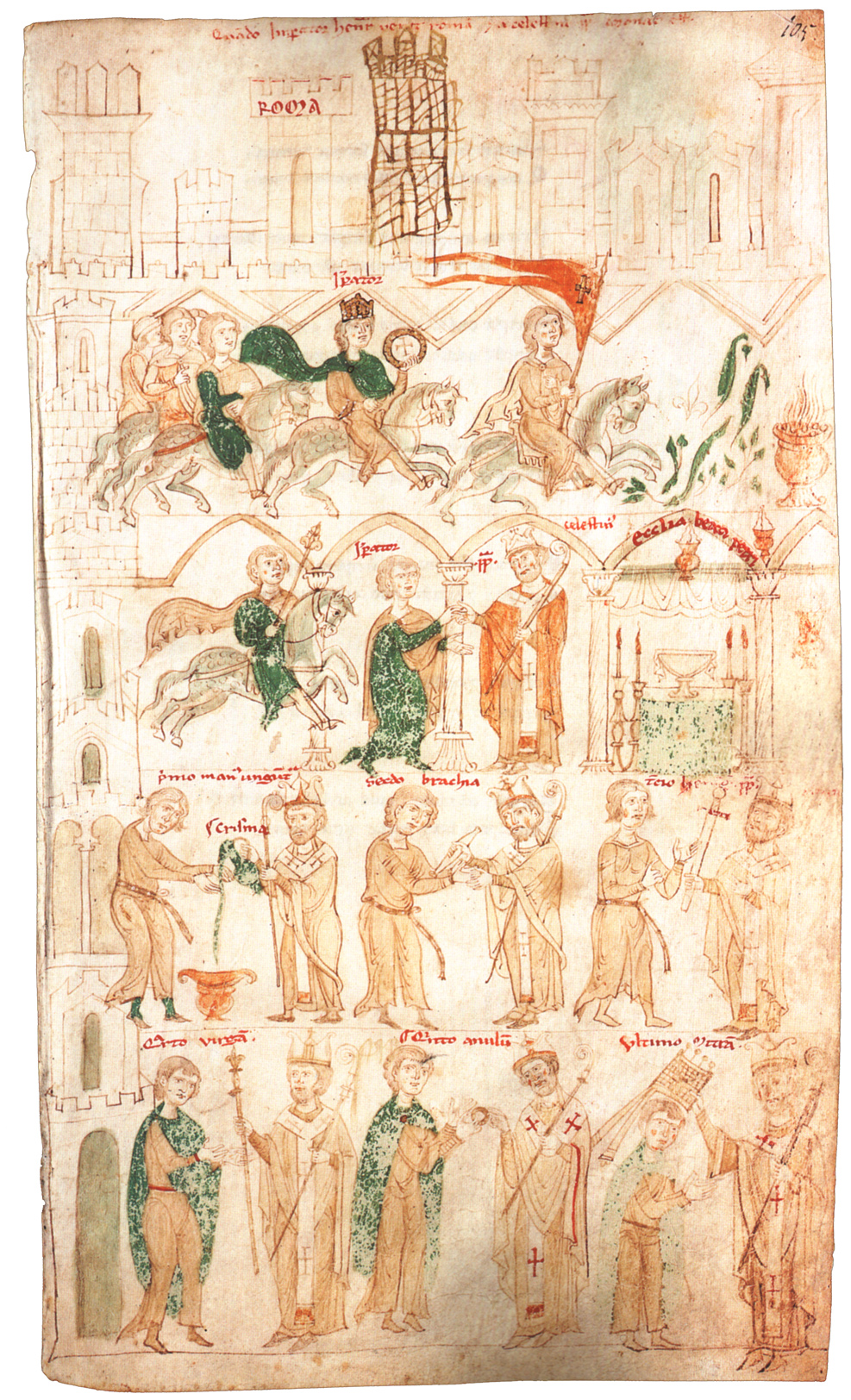
Императорская коронация Генриха VI. Иллюстрация из Liber ad honorem Augusti, Пётр Эболийский, 1196.

Относительно периода, предшествующего началу раннего Нового времени, следует различать коронацию римско-германских королей, коронацию королей иных частей империи, таких как имперская Италия и Бургундия, и коронацию императора. Несмотря на сходство церемоний, коронация императора была гораздо более важной с точки зрения теологического и светского символического содержания. Хотя, практически начиная с высокого средневековья, с выборами римско-немецкого короля связано и притязание на императорский трон, что, начиная с правления Оттонов, видно из титула «Rex Romanorum», эта цель не всегда была достижима.
С другой стороны, королевский титул делал легитимным только господство над одной из частей империи. Лишь императорский титул был заявкой на господство над всей страной, включая осуществление высочайших прав в Бургундии и имперской Италии, а также претензией на власть универсалистского рода. Последняя тема была блестяще раскрыта в выступлении западногерманского историка В. Гольцманна на X Всемирном конгрессе историков в Риме в 1955 г.. Его тема, «Империя и нации», отразила более-менее общепринятый взгляд на вопрос в историографии ФРГ. Ученый говорил о двойственности идеологии Священной Римской империи — переосмыслении античных идей и появлении новых, порожденных западноевропейским средневековьем: традиции мировой Римской державы соединились с концепцией мирового христианского единства. мировой Римской державы соединились с идеей мирового христианского единства. До воссоздания империи, то есть в период от времени правления Карла Великого до Оттона I, мировое единство христиан олицетворял только папский престол. С провозглашением Священной Римской империи германской нации император встал во главе западного христианского мира наряду с папой, и даже на время приобрел большее значение, подчинив ватиканский престол интересам своей мировой политики. Автор доклада положительно оценил цезарепапизм германских императоров, поскольку он стал инструментом защиты светского государственного суверенитета от теократических притязаний папства.
Самое позднее начиная с XI столетия папы ревниво следили за тем, чтобы сохранить господствующее положение при коронации и тем самым из раза в раз демонстрировать свою власть над императорами. Императорская коронация за исключением трех раз происходила в Риме и проводилась папой. Этот порядок был нарушен только во время коронации Генриха VII, когда её осуществили уполномоченные папой кардиналы.
Коронационная церковь ранее стояла на месте римской базилики святого Петра. Однако, в ряде случаев использовался другой храм, например, Лотарь III и Генрих VII были коронованы в Латеранском соборе. Собственно процедуре коронации предшествовали месяцы и даже годы переговоров между римско-германским королем и папой на тему условий, которые сделают её возможной. Примером тому служит околокоронационная дипломатия Фридриха I, его внука Фридриха II, Генриха VII и его внука Карла IV. Когда назначалась точная дата коронации, король в сопровождении светских князей и клериков отправлялся через Альпы в Рим. Зачастую это были военные походы для возвращения под власть императора отпавших областей имперской Италии. Так Конрад II во время похода в Рим вернул под свой контроль несколько верхнеитальянских городов, которые пытались добиться независимости от империи. Аналогично действовали Фридрих I и Генрих VII.
На подступах к Риму будущий император располагался возле городских ворот со всем обозом, чтобы впервые оказываться в городских стенах непосредственно в день коронации. Это нередко сопровождалось столкновениями с горожанами. Так Фридриху I Барбароссе пришлось пустить в ход ядро своей армии, тяжеловооруженную рыцарскую кавалерию. Генриха VII ожидало самое тяжелое из сражений, которое когда-либо происходило на земле средневекового Рима: враждебные императору войска заблокировали вход в собор Святого Петра.
Средневековые источники обычно описывают многодневную церемонию довольно кратко. Например, у Випо Бургундского мы читаем о коронации Конрада II в 1027 году:
Итак, король Конрад, прибывший в Рим в тот же год, что и прежде, то есть, от рождения Спасителя 1027-й, десятого индикта, папой Иоанном и всеми римлянами с чрезвычайным почетом принят был и в день святой Пасхи, которая в том году в седьмой день до апрельских календ завершилась, избран римлянами императором, благословение от папы принял, назвавшись именем римского цезаря и августа. Также и королева Гизела, посвященная в императрицы, то же имя получила. Все это совершилось в присутствии двух королей – Рудольфа, короля Бургундии и Кнуда, короля Англии, – и по окончании церковной службы император, шествуя между ними, с почетом проследовал в свои покои.
Первое подробное описание коронации принадлежит Энеа Сильвио Пикколомини, гуманисту и историку, который позднее занял папский престол под именем Пия II. Он рассказал о восшествии на престол Фридриха III в своей «Истории Фридриха III» (Historia Friderici III. sive Historia Austriaca).

### Распорядок выборов монарха согласно «Золотой Булле»
В 1356 году Карл IV окончательно закрепил процедуру королевского избрания «Золотой Буллой». До 1806 года она служила основой законодательства Священной Римской империи. В отличие от более ранней процедуры вступления на престол, центральным понятием нового документа стал королевский титул. Необходимость этого было вызвано тем, что во время конфликта с папством, борбы за инвеституру, духовная власть императора была поставлена под сомнение. Потребовалось обоснование его полномочий, исходя из собственного, имперского права. Уже с момента избрания и благодаря ему монарх обретал все права короля и будущего императора. Хотя настаивалось на императорской коронации в Риме руками папы, формальное подтверждение власти императора папой более не было обязательным.
Хотя последователи Карла IV добивались императорской коронации по всем правилам, это удалось сделать лишь Сигизмунду в 1433 году и Фридриху III в 1452 году в Риме, а также Карлу V в Болонье.
Кроме того, «Золотая булла» предписывала выборы большинством голосов, так что многоступенчатые выборы ушли в прошлое. Проигравшая партия должна была признавать результаты. То, что избранный большинством король не нуждался в подтверждении своего статуса папой, было закреплено первым съездом курфюрстов 16 июля 1338 г. при Рензе (Kurverein von Rhens) и оглашено 4 августа 1338 года на рейхстаге Священной римской империи во Франкфурте Людовиком Баварским. Он добавил, что избранный также может претендовать на императорский сан.
Самые весомые изменения в порядок коронации относились к тому, что выборное право осталось исключительно у семи курфюрстов: архиепископа Кельнского, архиепископов Майнца и Трира, пфальцграфа Рейнского, герцога Саксонского, маркграфа Бранденбургского и короля Богемии. Ранее этим правом обладали все крупные феодалы империи, даже если выборы сопровождалось путаницей — кто именно из имперских князей может его осуществить. К примеру, возникали споры на тему того, могут ли отдать свой голос за императора князья имперской Италии, или вправе ли сделать это герцог Богемский.
Коронация римско-германского короля совершалась спустя время от одной до трёх недель после того, как князья делали свой выбор, и лишь формально подтверждали акт избрания, о чём свидетельствует и то, что после издания «Золотой буллы» самодержцы отсчитывали время своего правления с момента выборов. Правовое значение коронации исчезло, однако её продолжали отмечать с не меньшей помпой.

### Стоимость средневековой коронации
Коронация была дорогостоящим мероприятием не только для будущего короля, но и для той местности, где проходила коронация. Несмотря на то, что её подробные бюджеты не сохранились, можно представить себе порядок сумм, опираясь на другие документы.
Так, сохранилась грамота, согласно которой Рудольф I передал графу Юлиха Вильгельму IV в залог в 1278 году город Боппард с таможенным правом и город Обервезель со всеми прилагающимися к нему правами. Но и выплаченная Вильгельмом сумма не покрыла затрат на коронацию — 4000 кельнских марок и 3000 марок стерлингового серебра, так что Рудольфу пришлось заложить даже собственную корону за 1050 марок. Представление о том, какого уровня была цена коронации, даёт то, что стоимость двора Боххольца под Бергхаймом составляла 15 кельнских марок.

## Коронация в Новое время

### Развитие процедуры коронации в XV и XVI вв.
После длительного правления коронованного императорской короной в Риме в 1452 году Фридриха III, его сын и преемник Максимилиан I объявил 4 февраля 1508 года в соборе Триента во время праздничной церемонии, что обретет императорский трон без поездки в Рим и коронации папскими руками. Это было необходимо, поскольку Венецианская республика запретила Максимилиану попасть в Рим, пройдя через её земли. Ссылаясь на «Золотую буллу», он немедленно объявил себя «избранным Римским императором». Папа Юлий II признал этот титул, поскольку считал его бессодержательным, но декларирующим в тот момент и на будущее императорскую поддержку Римской церкви.
Первый преемник Максимилиана Карл V также после того, как обрёл королевский титул в результате коронации в 1520 году, принял повторную коронацию из рук папы, чтобы подчеркнуть свои универсалистские притязания как самодержца. Эта коронация была первой после перерыва, который длился без малого восемнадцать лет, после долгого правления Фридриха III и Максимилиана I, но стала и последней, поскольку брат и преемник Карла Фердинанд I решил не ехать к папе для совершения императорской коронации. Титул «Избранный римский император» был утвержден за ним перед собранием курфюрстов во Франкфурте и подтвержден перед папским лицом, но уже вскоре участие папы в процессе обретения императорского титула оказалось и вовсе ненужным.
Чем больше претендентов на императорский трон избиралось и короновалось «Римскими королями» уже при жизни своих предшественников, тем больше стиралась разница между «избранным» и «коронованным» императором. В то время как в средние века такая коронация считалась допустимой только после состоявшейся коронации императорской короной предшественника этого монарха. Титул «король Римский» тем самым присоединялся к титулу уже избранного преемника, который после смерти своего предшественника сам становился «избранным императором Римским». Иные, избранные королями уже после смерти предшественников, почти немедленно перенимали и королевский, и императорский титулы, так что различие между ними все же сохранялось.
Начиная с коронации Максимилиана II в 1562 году коронации проводились в месте избрания монарха, Франкфурте-на-Майне. Возникает вопрос, почему Аахен теряет свое, ранее выдающееся, положение коронационного города. В пользу Франкфурта были причины логистического и инфраструктурного характера, даже независимо от того, что Ахен на тот момент был одним из самых удаленных мест империи для правителей, происходящих из дома Габсбургов. Франкфурт-на-Майне был относительно легко достижим из самых разных концов страны как водными, так и сухопутными путями. Расположенный на оси север-юг, относительно близко к центру импеерии, город был удобен для большинства курфюрстов: до него можно было добраться в результате небольшого путешествия. Центральный императорский собор св. Варфоломея во Франкфурте, возвращенный в 1548 году католической церкви, представлял собой церковь, подобающую для коронации размером и убранством. Благодаря своей роли торгового центра и места проведения ярмарок, город располагал большим количеством гостиниц и гостевых домов дворцового типа, подходящих для размещения многочисленных посольств.
В начале истории утверждения Франкфурта как места коронаций лежал случай. В результате смерти кёльнского архиепископа, Максимилиан II остался в 1562 без духовного лица, которое должно было короновать его с титулом короля Римского. Поскольку выборы короля состоялись 24 ноября, что в те времена означало непростое путешествие в Ахен, коллегия курфюрстов постановила, что коронация на этот раз должна произойти во Франкфурте с участием местного епископа, то есть архиепископа Майнца. Ахен добился официального подтверждения своей привилегии — иметь статус места королевской коронации. И свежекоронованный король вместе с курфюрстами заверили его представителей, что этот порядок останется незыблемым. Право бывшего коронационного города на проведение этой церемонии подтверждалось впоследствии много раз, тем не менее коронация больше ни разу не проходила там.

### Порядок проведения выборов и коронаций начиная с раннего Нового времени
Важнейший источник иллюстраций, дающих представление о процедуре выборов и коронации в Новое время, это книга 1612 года «Выборы и коронация всех наисветлейших, могущественнейших, непобедимейших князей и господ, господина Матиаса I», избранного короля Римского и прочая и Их …супруги, в прекрасных гравюрах на меди изображенные" (Wahl undt Krönung des aller durchleuchtigsten, großmechtigsten unüberwindlichsten Fürsten und herrn, herr matthiae I., erwehlten Römischen Kaysers etc. undt Ihrer Kay. May. Gemahlin etc. in schönen Kupferstucken abgebildet). Аналогичным способом многие коронации изображались в так называемых диариях, которые должны были представить блестящее празднество, сопровождавшее событие, и тем самым прославить власть императора. В первые десятилетия XVIII столетия этот вид саморепрезентации властителя был даже удостоен отдельной темы в «науке церемониала».
Церемониал празднования коронации в значительной мере опирался на церемониал средневековый, но был расширен в области принципиальных элементов, таких как, например, избирательная капитуляция. Это документ, который подписывает кандидат на выборный государственный пост. Тем самым он дает согласие на принятие этого поста в случае победы на выборах, а также берет на себя определённые обязательства по удовлетворению интересов выборщиков или осуществлению иных мероприятий в сфере внутренней или внешней политики.

#### После смерти предшественника — короля и императора
Если при жизни императора не успевали избрать нового римско-немецкого короля, как это произошло, например, при Иосифе II, вслед за его смертью наступало так называемое междуцарствие (Interregnum), во время которого страна оставалась без императора. «Золотая Булла» предписывала после смерти императора архиепископу Майнца, а также курфюрстам Саксонии и Пфальца, как можно скорее объявиться при императорском дворе. Прочие курфюрсты и иные значительные князья империи получали оповещения от этих трёх. Более мелкие князья и иные сословия могли получить информацию на Общегерманском сейме или Регенсбургском «постоянном» рейхстаге. Управление империей перенимали совместно, в качестве имперских викариев, курфюрсты Саксонии и Пфальца. До того, как полномочия этих фигур были установлены «Золотой Буллой», велись регулярные споры о том, кто должен в промежуточный период вести дела империи.
Зачастую в вопросах управления империей были заняты императорские вдовы, такие как Кунигунда Люксембургская после смерти Генриха II. При удобном случае расширить свою власть до общеимперской стремилось и папство.
После низложения Фридриха II Первым Лионским собором в курии настояли на том, чтобы имперское право позволило при пустующем императорском троне обрести права регента как минимум над имперской Италией папе Римскому.

#### Приготовления к коронации
«Золотая Булла» постановила, что курфюрст Майнца в течение месяца был обязан созвать избирательную коллегию курфюрстов, чтобы избрать нового короля и императора. Курфюрсты не имели права подавать свои голоса в письменном виде, но могли передать свое решение через посланника или иных курфюрстов, в противном случае голос пропадал. Трехмесячный срок выделялся архиепископу на то, чтобы пригласить курфюрстов на собрание во Франкфурте. Приглашение передавалось светским курфюрстам через высокопоставленных послов, а духовным — через каноников, членов кафедрального капитула. Курфюрсты принимали посла во время официальной праздничной аудиенции. Он передавал полученную от курфюрста Майнца собственноручно подписанную им грамоту, которую следовало заверить у нотариуса. Каждый курфюрст или его посол обязан был прибыть в сопровождении самое больше двухсот всадников, из них пятидесяти позволялось быть вооруженными. Помимо курфюрстов с сопровождающими лицами, пребывание иных чужаков в городе воспрещалось. Если такую персону обнаруживали, высылали из Франкфурта. Если город не выполнял свои обязательства, связанные с приемом делегаций, он утрачивал и остальные свои привилегии, подвергаясь имперской опале.
Кроме того, нужно было привезти императорские инсигнии, атрибуты власти монарха, из Нюрнберга и Ахена к месту коронации. Начиная с позднего средневековья, они хранились на попечении этих имперских городов. С торжественным вооруженным сопровождением инсигнии доставляли во Франкфурт, где их принимали члены городского совета в сопровождении кавалерийского полка.
Упомянутая гравюра на меди 1790 года изображает процессию, везущую инсигнии во Франкфурт для коронации Леопольда II, которая произошла в том же году. Сами инсигнии находились в сундуке в так называемой коронационной карете, покрытой красным тентом. На нем распластался жёлтый плат с изображением имперского орла. На боку кареты можно распознать два изображения императорского герба. Четыре императорских легких кавалериста на сивых конях сопровождали карету в качестве эскорта. Полное сопровождение, согласно количеству на гравюре, составляло:
- 2 Ансбахских гусара-горниста,
- 1 гусарский фельдфебель,
- 4 рядовых гусара,
- 1 высокородный всадник,
- 1 кучер великого князя,
- Ансбахская великокняжеская государственная карета (карпентум), запряженная шестью лошадями,
- Конные рыцари, частью с подручными лошадями,
- Великокняжеские ансбахские господа и советники,
- Каретных дел мастер в униформе,
- Господин госпитальный санитар Иоганн Сигизмунд Кристиан Иоахим Халлер фон Халлерштайн,
- Запряженная четверкой лошадей представительская карета с посланцами короны,
- Запряженная шестеркой лошадей коронационная карета с городскими замками в сопровождении четырёх кавалеристов короны,
- Запряженная четверкой лошадей карета с четырьмя кавалеристами короны,
- Фельдшер Глос на лошади,
- Кавалерист короны с Holzschuhers Reitjakel,
- Две секретаря королевской депутации на лошадях,
- Два багажных кареты, в первой из которых господин Фишер из Франкфурта-на-Майне, урождённый парикмахер, и охотник господина Халлера фон Халлерштайн,
- Нюрнбергский городской горнист на лошади,
- Капрал Эрнст на лошади,
- 12 нюрнбергских запряженных однолошадных бричек,
- Ансбахские гусары, при них капрал, зелёная куртка, белая лошадь, черные шапки.

### Проведение выборов курфюрстами
Сами выборы должны были проводиться во Франкфурте, но допускался и перенос места по причине особых обстоятельств. Во Франкфурте в соответствии с положениями «Золотой Буллы» были избраны в общей сложности 16 римско-немецких королей: начиная с Венцеля в 1376 году и кончая Францем II в 1792.
Как ранее упоминалось, не все возводились на королевский трон после кончины императора, семеро были избраны и коронованы королевской короной ещё при его жизни. И после смерти императора, или, как в случае с Карлом V, после отречения от императорской короны, принимали титул «избранный император» без дальнейшей коронации. Это стало возможным, поскольку «Золотая Булла» однозначно не исключает подобные ситуации, напротив, помимо смерти должностного лица, указывает на иные, не обозначенные более подробно сверхординарные причины для того, чтобы легитимизировать подобное ускорение в принятии государственных постов. Практика раннего нового времени смыкается здесь с представлениями средневековья о том, что с коронацией римско-немецкого короля императорской короной королевский титул вновь становится свободным. Уже Оттон I применил это для того, чтобы добиться избрания своего сына Оттона II королем уже в шестилетнем возрасте.
День выборов начинался со звука франкфуртских церковных колоколов. Затем семеро курфюрстов собирались в Рёмере, старинной ратуше Франкфурта-на-Майне, чтобы возложить на себя торжественное облачение. Из Рёмера они направлялись в северный портал императорского собора св. Варфоломея. Начиная с эпохи Реформации, курфюрсты, принявшие евангелическую веру, на время католической мессы возвращались обратно в конклав. Клятвы, которые должны были приносить выборщики, как и торжественное оглашение имени избранного, должны были детально фиксироваться нотариусами. Собственно обнародование нового императора происходило в той же капелле, что и выборы. Заключительное введение короля в сан путем усаживания избранника на трон постепенно вытеснило раннесредневековое поднятие монарха на щит. В заключение торжественной церемонии избрания императора звучит Te Deum — гимн, текст которого, по преданию, написал в конце IV века св. Амвросий Медиоланский.

#### Избирательная капитуляция
С 1519 года новоизбранный король и избранный император должен был принести клятву на избирательной капитуляции, об условиях которой заранее договорился с курфюрстами. Такой документ оформляли все римские короли, от Карла V до Франца II. В избирательной капитуляции король соглашался с тем, что не собирается лишить Священную Римскую империю характера избирательной монархии и затронуть права курфюрстов.
Хотя о таком документе удалось договориться уже во время выборов Карла V, сам термин впервые упоминается в связи с выборами Фердинанда I в 1558 году.
В книге Хельмута Нойхауса «Империя в раннее новое время» 2003 года упоминается предыстория появления такого типа грамот: «Прообразом документа служат епископские избирательные капитуляции княжеств, где правили духовные лица, в которых, начиная с XIII столетия капитул собора, а позднее также светские представители этой местности, должны были подтверждать свои привилегии».
В сборнике грамот Unio Electoralis novissima, который зафиксировал переговоры собравшихся во Франкфурте курфюрстов, впервые появляется документ с названием Wahlkapitulation, избирательная капитуляция.
Избранный приносил клятву в торжественной обстановке в церкви св. Варфоломея. С этого момента, официально завершающего акт избрания, он получал титул «Римский король».

#### Коронация
В день коронации императорские инсигнии, прибывшие из Нюрнберга и Ахена, доставляли в коронационную церковь, и там наследные имперские привратники принимали их и возлагали на расположенный между клиросом и центральным нефом церкви так называемый крестовый алтарь, Kreuzaltar. Этот тип алтарей возник в послереформационное время, иные, более поздние его названия — Laienaltar (алтарь для мирян), Gemeindealtar (общинный алтарь) и Messealtar (алтарь для мессы).
Процессию по направлению к церкви возглавляли верховые светские курфюрсты или посланцы нового короля и императора с непокрытыми головами. Непосредственно перед императором ехал рейхсмаршал Священной Римской империи с мечом наголо. Перед ним — главный стольник с монаршей державой, он, в свою очередь, следовал за главным городским казначеем, который держал скипетр. По левую руку от последнего ехал главный хранитель казны с короной. Сам император восседал на коне в «домашнем» орнате. Это торжественное облачение отличалось от орната коронационного — одной из имперских инсигний, которая возлагалась на него позже. Над ним несли балдахин десять посланцев от городов. За ним следовала придворная знать, императорская лейбгвардия, представительство граждан Франкфурта, а также свита императора и курфюрстов верхом или в каретах для торжественных выездов.
В соборе св. Варфоломея император принимал курфюрста Майнца и прочих духовных курфюрстов, которые вручали ему святую воду для помазания. В заключение король входил в церковь, где его встречали наследные имперские привратники, графы знатных родов Паппенхайм и Ветрерн.
Коронационную церковь охраняли снаружи швейцарские гвардейцы от курфюршества Майнцского, а изнутри — от курфюршества Саксонского.
Когда умолкали антифоны, курфюрсты Кёльна и Трира вели короля к алтарю, где их ожидал курфюрст Майнцский, облаченный в епископский орнат. Король преклонял колена и читалась молитва, в завершение которой он занимал место на своей скамье для коленопреклонений. После завершающей торжественной мессы курфюрст Майнцский задавал королю вопросы на латинском языке о его обязательствах как правителя. Его спрашивали, готов ли правитель как верующий христианин дать обет защиты церкви, соблюдения законности, увеличения империи, покровительства вдовам и сиротам и почитания Папы. На все вопросы король отвечал volo («я хочу»). Когда была принесена клятва соблюдать это торжественное обещание, присутствующим курфюрстам задавался вопрос, принимают ли они этого короля, желают ли повиноваться его приказам и укреплять его империю, на что они отвечали «Fiat, fiat, fiat!» (с лат. — ««Да свершится, да свершится, да свершится!»»).